# 36e régiment de tirailleurs tunisiens
Pour les articles homonymes, voir 36e régiment.
Le 36e régiment de tirailleurs tunisiens (36e RTT) est une unité coloniale de l'armée française.

## Créations et différentes dénominations
- 1er novembre 1920 : formation du 36e régiment de tirailleurs tunisiens
- 1er janvier 1923 : dissous

## Historique des garnisons et combats du36eRTTdurant l'entre-deux-guerres
Le 1er novembre 1920 le 36e régiment de tirailleurs tunisiens est formé à partir de l'état-major du 3e régiment mixte de zouaves et de tirailleurs et des trois bataillons suivants :
- 15e bataillon du 4e régiment de tirailleurs tunisiens :
- 2e bataillon du 12e régiment de tirailleurs tunisiens ;
- 3e bataillon du 10e régiment de tirailleurs algériens.

Le 14 août 1921, le 3e bataillon du 32e régiment de tirailleurs tunisiens (ancien 10e bataillon du 4e RTT) remplace le 3e bataillon du 10e RTA.
Le 1er janvier 1923 le régiment est dissous.

## Drapeau du régiment

Il porte, cousues en lettres d'or dans ses plis, les inscriptions suivantes :
- Levant 1920-1921 ;
- Palestine 1920-1921.